# Doesn’t Really Matter
A Doesn’t Really Matter Janet Jackson amerikai énekesnő kislemeze, a Bölcsek kövére II című vígjáték betétdala és a filmzenealbum első kislemeze. 2000-ben jelent meg. Egy kissé eltérő változata felkerült Jackson All for You című albumára is a következő évben.

## Fogadtatása
A dal a Bölcsek kövére II. című Eddie Murphy-film egyik dala volt, a filmben maga Janet is szerepelt. Ez a dal lett Janet kilencedik listavezető száma az USA-ban a Billboard Hot 100-on (az énekesnő első listavezető száma a 2000-es években), három hétig vezette a listát, és ezzel Jackson lett az első előadó, akinek az 1980-as, ‘90-es és 2000-es években is volt listavezető slágere. Jackson nem gondolta, hogy a dal ekkora sláger lesz. Az USA-ban a kislemez aranylemez, az Egyesült Királyságban ezüstlemez lett.
A Doesn’t Really Matter egy eltérő változata később felkerült az énekesnő hetedik stúdióalbumára; ezt a változatot adta elő 2000-ben az MTV Music Awards díjkiosztón is.

## Videóklip és remixek
A videóklip 2000. június 26-án jelent meg, először az MTV Making the Video című műsorában volt látható. Joseph Kahn rendezte, és egy anime és sci-fi ihlette világban játszódik; Janet futurisztikus lakása hasonlít Korben Dallas lakására az Ötödik elem című filmben. A klip szokatlan, 1:1-es képernyőarányú.

### Hivatalos remixek
- Original/Soundtrack Version (4:55)
- All for You Album Version (4:25)
- Instrumental (4:38)
- Jonathan Peters Club Mix (8:49)
- Jonathan Peters Soundfactory Dub (8:31)
- Radio Edit (4:16)
- Rockwilder Mix/Dance All Day Extended Mix (5:01)
- Rockwilder Instrumental (4:59)
- Soundtrack to the Video (4:36)
- Spensane Get Up Extended Mix (6:33)
- Spensane Get Up Dub Mix (4:10)
- Call Out Research Hook (0:14)

## Változatok
CD maxi kislemez (USA)
1. Doesn’t Really Matter (Original Version Radio Edit) – 4:18
2. Doesn’t Really Matter (Rockwilder Mix) – 5:04
3. Doesn’t Really Matter (Jonathan Peters Club Mix) – 8:49
4. Doesn’t Really Matter (Original Version Instrumental) – 4:41
5. Doesn’t Really Matter (Spen Sane Get Up Extended Mix) – 6:33
6. Doesn’t Really Matter (Jonathan Peters Sound Factory Dub) – 8:31

12" maxi kislemez (Egyesült Királyság)
1. Doesn’t Really Matter (Original Version Radio Edit) – 4:18
2. Doesn’t Really Matter (Rockwilder Mix) – 5:04
3. Doesn’t Really Matter (Jonathan Peters Club Mix) – 8:49
4. Doesn’t Really Matter (Original Version Instrumental) – 4:41
5. Doesn’t Really Matter (Spen Sane Get Up Extended Mix) – 6:33
6. Doesn’t Really Matter (Jonathan Peters Sound Factory Dub) – 8:31

CD maxi kislemez (Egyesült Királyság)
1. Doesn’t Really Matter (Radio Edit) – 4:18
2. Doesn’t Really Matter (Rockwilder Mix) – 5:04
3. Doesn’t Really Matter (Jonathan Peters Club Mix) – 8:49
4. Doesn’t Really Matter (videóklip)

CD maxi kislemez (Ausztrália)
1. Doesn’t Really Matter (Radio Edit) – 4:18
2. Doesn’t Really Matter (Rockwilder Mix) – 5:04
3. Doesn’t Really Matter (Jonathan Peters Club Mix) – 8:49
4. Doesn’t Really Matter (videóklip)

## Helyezések
| Slágerlista (2000)                                | Legmagasabb helyezés |
| ------------------------------------------------- | -------------------- |
| USA Billboard Hot 100                             | 1 (3 hétig)          |
| USA Billboard Hot 100 Singles Sales               | 1                    |
| USA Billboard Hot 100 Airplay                     | 2                    |
| USA Billboard Rhythmic Top 40                     | 2                    |
| USA Billboard Hot R&B/Hip Hop Singles & Tracks    | 3                    |
| USA Billboard Hot R&B/Hip Hop Singles Sales       | 1                    |
| USA Billboard Hot Dance Music/ Maxi Singles Sales | 9                    |
| USA Mainstream Top 40                             | 3                    |
| USA Billboard Adult Top 40                        | 1                    |
| USA ARC Top 40                                    | 1                    |
| Ausztrál kislemezlista                            | 28                   |
| Belga kislemezlista                               | 18                   |
| Brit kislemezlista                                | 5                    |
| Dán kislemezlista                                 | 8                    |
| Dél-afrikai eladási lista                         | 3                    |
| Finn kislemezlista                                | 18                   |
| Holland kislemezlista                             | 18                   |
| Japán J-Wave Tokio Hot 100                        | 1                    |
| Kanadai Billboard Top 100                         | 6                    |
| Német kislemezlista                               | 23                   |
| Norvég kislemezlista                              | 3                    |
| Olasz kislemezlista                               | 14                   |
| Svájci kislemezlista                              | 17                   |
| Svéd kislemezlista                                | 14                   |